# Dániel Kornél Miklós
Dániel Kornél Miklós (Fischl Kornél) (Nagyvárad, 1923. szeptember 23. – 2002. március 1.) magyar festőművész.

## Pályafutása
Hatéves korában szüleivel Magyarországra, Budapestre költözött, itt folytatta tanulmányait. Erdély visszacsatolásakor ismét Nagyváradra költözött. A háború utolsó évében behívták katonának, fogságba esett, ahonnan megszökött haza Nagyváradra. Amikor besorozták a román hadseregbe, ismét Magyarországra jött. Innen Salzburgba ment, ahol egy festőiskolába járt.
1946-ban felvételt nyert a Budapesti Képzőművészeti Főiskolára, itt folytatta tanulmányait, ahol Berény Róbert, Boldizsár István, Kmetty János és Pór Bertalan a mesterei. 1952-től rendszeres résztvevője az országos csoportos tárlatoknak. 1954-ben tagja lett Művészeti Alapnak. 1956-ban egy tűzben munkáinak jelentős része elégett. 1960-ban a Képzőművészek Szövetségének Pest megyei titkára lett. Eközben Vácott a Madách Imre Művelődési Központ képzőművészeti szakkörének vezetője és a váci képzőművészek csoportjának vezetőjeként számtalan kiállítást szervezett. Nyaranta Szentendrén a megyei rajztanároknak vezetett művésztelepet. 1967-ben igazgatója lett a zebegényi Szőnyi István Emlékmúzeumnak. 1968-ban megszervezte a Szőnyi István Nyári Képzőművészeti Szabadiskolát, amely később nemzetközivé szélesedve működik. Közben több csoportos és egyéni kiállításon vett részt.
1982-ben elnyerte a Hincz–Neufeld-díjat. Több képe került köz- és magángyűjteménybe. Önarcképét őrzi a Magyar Nemzeti Galéria, alkotásai megtalálhatók többek között Angliában, Ausztriában, Németországban, Oroszországban, Kanadában és az Egyesült Államokban.

## Művészete
Festői munkásságának egyik kiapadhatatlan ihletője a Dunakanyar változatos tája, a természet és az ott élő ember kapcsolata. Ez a táj ragadta meg Dániel Kornél képzeletét, a hegyek, az alkony, a hajnal, a Duna víztükrének és a felhőknek váltakozása foglalkoztatja, de nem posztimpresszionista hozzáállással, sokkal inkább egy már-már kubizmusba hajló expresszív formai szerkesztéssel. Megmaradt a fény dinamikájának teret tagoló erejénél, amikor is a képek építettsége, szerkezetisége geometrikus téralakzatokra bomlik. Rálátásos temperái hatalmas távlatokat fognak át. Iramló, kígyózó széles ecsetvonásokkal dolgozik, a házak, a víztükör, a felhők, a dombok és a hegyek kocka téglalapokra tagozódnak, amelyekből „dinamikus erővonalakkal” átszőtt festmények bontakoznak ki, amelyekből azonban mindig kiérződik a közvetlen valóság élménye. Nem kitervelt konstruktivizmus ez, hanem az érzések hevületét jól érzékeltető, de ugyanakkor formákba kényszerített festészet. Dániel Kornél valójában romantikus ihletettségű művész, figyelmét a plasztikusan felépített fényjelenségek, a figurális és tárgyi elemekből épülő sugárzások, a fények geometriává sűrített módosulásai foglalkoztatják.
A festészet sajátos kifejezési lehetőségeinek kutatásán túl munkásságában mindig jelentős szerepet játszott a közművelődési feladatok ellátása, törekvés, hogy tudását tapasztalatait átadva művészetkedvelő közönséget neveljen.